# Remiz
Remiz is een geslacht van zangvogels uit de familie Remizidae (buidelmezen). De wetenschappelijke naam van het geslacht is voor het eerst geldig gepubliceerd in 1819 door Jarocki.

## Soorten
De volgende soorten zijn bij het geslacht ingedeeld:
- Remiz consobrinus – Chinese buidelmees
- Remiz coronatus – Witkruinbuidelmees
- Remiz macronyx – Zwartkopbuidelmees
- Remiz pendulinus – Buidelmees